# Anomala lineatopennis
Anomala lineatopennis är en skalbaggsart som beskrevs av Blanchard 1851. Anomala lineatopennis ingår i släktet Anomala och familjen Rutelidae. Inga underarter finns listade i Catalogue of Life.